# Béjar
Béjar è un comune spagnolo di 15 016 abitanti (2007) situato nella comunità autonoma di Castiglia e León.

## Società

### Evoluzione demografica
Evoluzione demografica di Béjar, nel XX secolo.